# L'Hostal del Pan
L'Hostal del Pan és una obra gòtica d'Horta de Sant Joan (Terra Alta) inclosa a l'Inventari del Patrimoni Arquitectònic de Catalunya.

## Descripció
Edifici amb dues façanes força ben conservat, tot i que ha estat modificat sovint. A la façana principal, feta amb carreus de pedra, les finestres primitives han passat a ser balcons. La portada, d'arc de mig punt adovellat, ha estat eixamplada i s'ha augmentat l'alçada original de l'edificació.
La façana posterior és força més simple. Consta d'obertures ordenades, finestres amb llinda de pedra, i ràfec força ample de fusta sota teulada.
L'interior és tot actualitzat.

## Història
L'edifici fou anomenat Hostal "del pan" fins gairebé el 1980. Actualment és un habitatge plurifamiliar.